# Рыбы-шары
Рыбы-шары (лат. Sphoeroides) — род лучепёрых рыб из семейства иглобрюховых отряда иглобрюхообразных.

## Биология
На жабрах паразитируют моногенеи Heterobothrium lamothei, в кишечние паразитируют скребни Brasacanthus sphoeroides

## Распространение
Представители рода широко представлены тропических и умеренных широтах в мелководных зонах Атлантического, Индийского и Тихого океанов